# Mieke Van Haute
Mieke (Anna-Maria) Van Haute (Kortrijk, 28 juni 1948) is pianiste, hedendaagse componiste en muziekpedagoge. Van 1979 tot 2013 was ze directeur van de Stedelijke Academie voor Muziek en Woord Izegem (nu Art'Iz).

## Muzikale carrière
Van Haute kwam van kleins af aan in contact met muziek van onder andere Bach, Händel en Widor. Haar vader was organist in de Kortrijkse Sint-Maartenskerk, componist en leraar muziek in het dagonderwijs en aan het Kortrijkse conservatorium. Daarnaast concerteerde hij in het binnen- en buitenland.
Van Haute studeerde vanaf 1966 aan het Koninklijk Conservatorium van Brussel waar ze muziekgeschiedenis (bij Corneel Mertens), harmonie (bij Vic Legley), contrapunt en fuga (bij Albert Delvaux), piano (bij Eduardo del Pueyo), compositie en kamermuziek volgde. In 1972-1973 bestudeerde ze het Franse repertoire bij Madeleine Chavance aan het Conservatoire National in Amiens. In 1973-1974 studeerde ze analyse en compositie bij respectievelijk Olivier Messiaenen en Tony Aubin aan het Conservatoire National in Parijs, waar ze de eerste prijs voor piano en de Prix d’excellence met felicitaties van de jury ontving. Van Haute behaalde ook diploma’s orkestdirectie (bij Pierre Dervaux) en compositie (bij Tony Aubin) aan de Académie d’été in Nice. Ze kreeg ook een studiebeurs om compositie te studeren in Warschau bij Witold Lutoslawski. Begin jaren 80 volgde ze compositie bij Roland Coryn en in 2002 behaalde Van Haute nog een Master in de Muziek aan het Koninklijk Conservatorium van Brussel.
Van Haute combineerde componeren met muziekpedagogie. In het deeltijds kunstonderwijs doceerde Van Haute onder andere harmonie aan het Lemmensinstituut van 1971 tot 1975. Ze was ook directeur van de gemeentelijke muziekschool in Heverlee van 1975 tot 1979. Daarnaast doceerde Van Haute van 1975 tot 1983 harmonie, analyse, contrapunt en fuga aan het Koninklijk Conservatorium van Gent. Vanaf 1979 was Van Haute directeur van de Stedelijke Academie voor Muziek en Woord Izegem. Op dat moment waren er slechts twee vrouwelijke academiedirecteurs. Vanaf 1983 doceerde ze muziekschriftuur aan het Koninklijk Conservatorium Gent. Ze beoefende de laatste twee functies tot haar pensioen in 2013.
Als beheerder van de Vereniging van Directeurs voor academies Podiumkunsten en Kunstacademies (VerDi) stichtte Van Haute in 2003 de compositiewedstrijd VerDi-keurmerk. Ze was voorzitter van deze wedstrijd tot 2007. Van Haute engageert zich daarnaast als voorzitter van de Internationale Vereniging voor Muziekeducatie (IVME) sinds 2007, als bestuurslid van SWUK Vlaanderen (Sociaal Werk voor de Uitvoerende Kunstenaars) sinds 2009 en bij Muziekraad Vlaanderen (MRVL) als vice-voorzitter van 2007 tot 2015 en als voorzitter sinds 2016.

## Muzikale werken

### Klaviermuziek
- Prélude voor piano (1970)
- Sonatine voor piano (1971)
- Menuet voor piano (1971)
- Adagio voor klavecimbel (1973)
- Il mattacchione voor piano (1974)
- Toccata voor orgel (1975)
- Sonate voor piano (1976)
- Thema en variaties voor orgel (1976)
- Empreintes voor piano (1979), bekroond met de Dexia-compositieprijs als verplicht werk voor piano in de gelijknamige wedstrijd
- Espaces voor orgel (1979)
- Préludes voor een Poolse nacht voor piano (1980)
- Réflection voor orgel (1980)
- Exercices de styles d’époque artistiques voor piano en woord (1982)
- Epigraphes pour Voltaire voor piano en woord (1982)
- Klankvelden 1 – Bach voor orgel (1994)
- Moments of Eternity voor orgel (1995)
- Klankvelden 2 – Bach voor orgel (2000)[1]

### Solomuziek
- Prélude voor harp (1973)
- Dansen voor gitaar (1975)
- For a future time voor viool (1983)
- Intermezzi voor Windekind voor klarinet (1984)
- Groaners voor klarinet (1986)
- Voor levende doden voor fluit (1988)
- Elegie voor een vergeten wereld voor cello (1995)
- Seascapes voor fagot (2003)[1]
- Billet sonore III pour Paul Delvaux (2024), in opdracht van het Paul Delvaux Museum[8]

### Kamermuziek
- Moments voor koperkwintet (1971)
- Schets voor klarinettenkwartet (1973)
- Dans voor fluittrio (1973)
- Thema en variaties voor fluit, hobo, klarinet & fagot (1974)
- Lucioles voor saxofoonkwartet (1976)
- Visions voor saxofoonsextet (1978)
- Pantomimes voor fluit en piano: taferelen uit het leven van een clown (1980)
- Epigraphes pour Voltaire voor saxofoonkwartet (1982)
- Sonate voor slagwerk en piano (1982)
- Klarinetkwintet voor klarinet en strijkkwartet (1993)
- Interludia voor gemengd ensemble en woord (1993)[1]

### Muziek voor strijkorkest
- Sinfonietta (1976)
- Strandpromenade (2001)

### Vocale muziek
- Antwoord aan een vriend voor koor (1975)
- De Gierzwaluwen voor koor (1975)
- J’ai mal voor altstem en pianobegeleiding (1975)
- Ma mère est morte voor altstem en pianobegeleiding (1975)
- De omgekeerde volgorde voor zangstem en pianobegeleiding (1978)
- Telexwoorden voor koor (1978)
- De narrenkoning voor kinderkoor (1979)
- Verstilde stad (2023), gecomponeerd voor sopraan Françoise Vanhecke en geïnspireerd op de gelijknamige tentoonstelling rond kunstenaar Pieter Braecke, en op het oorlogsgeweld in Gaza[9]

## Literaire carrière
Van Haute schrijft ook poëzie, academische sprookjes, redevoeringen en hekelteksten onder een drietal pseudoniemen.